# Perimetrio
Nell'anatomia femminile, il perimetrio è il mesotelio della parete uterina.

## Anatomia
Si tratta della parte più esterna della parete ed è unita al miometrio, che costituisce la tonaca muscolare.